# Sequências de Who's Nailin' Paylin?

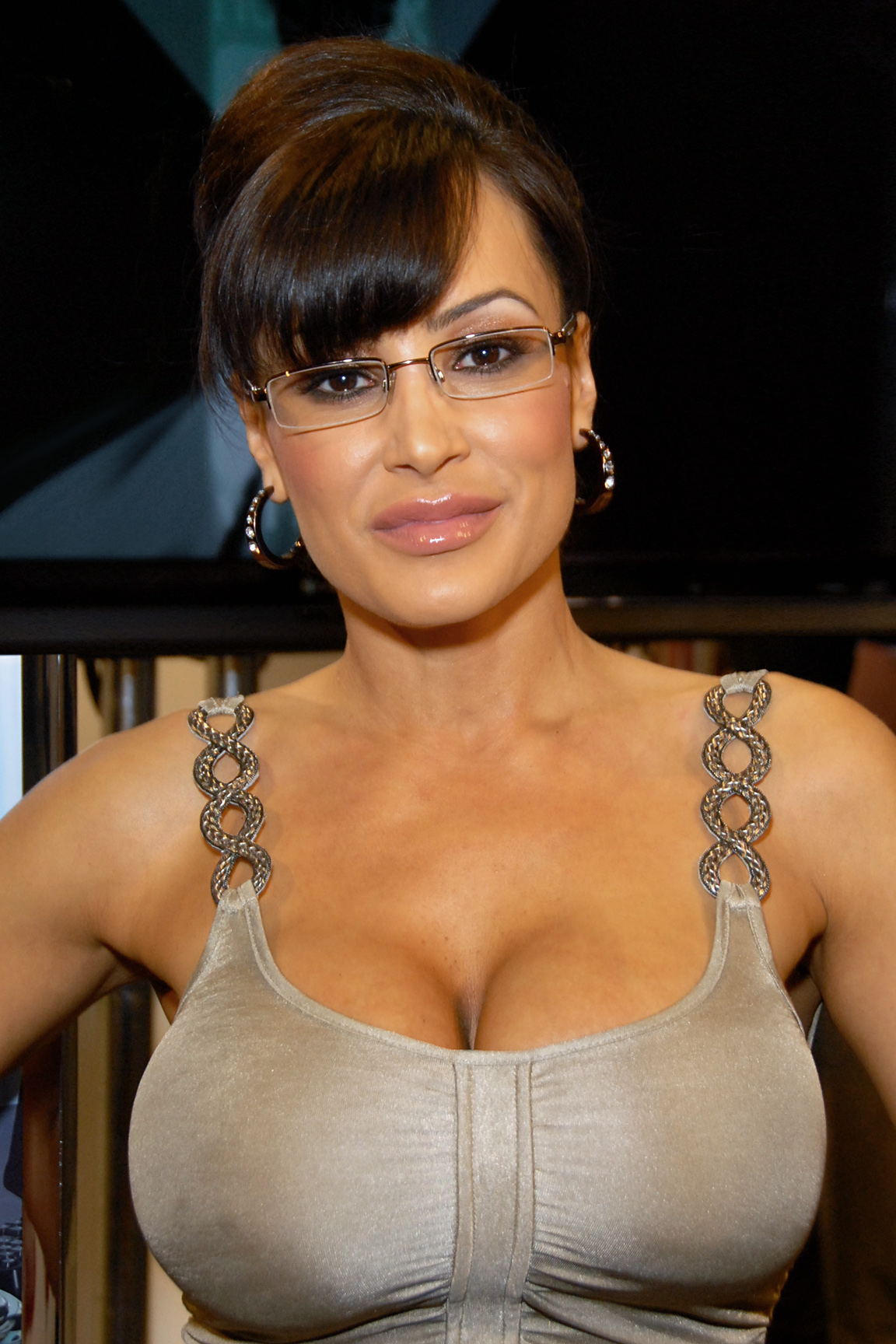
A atriz Lisa Ann caracterizada como "Serra Paylin".

Who's Nailin' Paylin? é um filme pornográfico satírico produzido pela Hustler Video e lançado em 4 de novembro de 2008 nos Estados Unidos. O filme, dirigido por Jerome Tanner e roteirizado por Roger Krypton, satiriza a então candidata a vice-presidente dos Estados Unidos, Sarah Palin, através da personagem Serra Paylin, interpretada por Lisa Ann. Após seu lançamento, foram produzidas cinco diferentes sequências: Obama is Nailin' Palin, Letterman's Nailin' Palin, You're Nailin' Palin, Hollywood's Nailin' Palin e Who's Nailin' Palin? 2.
Obama is Nailin' Palin foi anunciado pela Hustler em 31 de outubro de 2008, antes mesmo do lançamento do primeiro filme, e incluiu Barack Obama no rol de parodiados. Embora uma de suas cenas já estivesse disponível no site da produtora Hustler ainda em 2008, o filme só seria disponibilizado ao público em DVD no ano seguinte. Em 2009, seriam produzidos os outros três filmes, mas apenas dois seriam lançados: a segunda sequência, parodiando, além de Obama, o apresentador David Letterman e a terceira, um filme interativo com Ann novamente como pragonista, e com a atriz Alexis Texas interpretando uma paródia da ex-Miss Califórnia Carrie Prejean. A quarta sequência seria Hollywood's Nailin' Palin, produzida também em 2009, mas lançada somente no ano seguinte.

## Obama is Nailin' Palin
Obama is Nailin' Palin é a primeira sequência de Who's Nailin' Paylin?. Anunciada antes mesmo do lançamento do filme de 2008, o filme têm Lisa Ann reprisando o papel de "Serra Paylin", numa continuação direta dos eventos anteriores. Paylin está arrasada após ter perdido as eleições, e, num sonho, fantasia com o então presidente eleito Barack Obama.
A cena, dirigida por Jerome Tanner, diretor do original, foi originalmente planejada para ser exibida após os créditos do primeiro filme, mas devido ao curto prazo para o lançamento, acabou sendo excluída da edição final. Originalmente oferecida no site oficial da Hustler Video, ela foi posteriormente lançada em DVD. O restante do filme é focado em cenas de sexo interracial, mantendo a temática da primeira cena, mas sem relação com o enredo focado em Paylin.

### Enredo
Após os eventos de Who's Nailin' Paylin?, ocorrem as eleições presidenciais de 2008 nos Estados Unidos, e Barack Obama é eleito Presidente dos Estados Unidos. O filme começa com uma coletiva de imprensa, na qual a vitória é oficialmente anunciada. Serra dirige seu carro até sua casa, e, ao estacionar, passa a chorar, emocionada pela derrota. Num momento, Serra se debruça sobre o volante e, pouco após, começa a escutar uma voz chamando-a. Ao olhar pelo retrovisor, Serra enxerga um cavaleiro montado num cavalo branco. O semblante do cavalerio assemelha-se ao de Obama, e Serra, surpresa, sai de seu carro e passa a vê-lo se aproximar.
A cena se passa num universo onírico, e, conforme o cavaleiro se aproxima, Serra se vê usando um tradicional vestido medieval, mas sem deixar de usar seus caractéristicos óculos e bottom com a Bandeira dos Estados Unidos, e ele se apresenta como "Sir Trueheart" e se diz atraído pelo fato de Serra aparentar ser "uma donzela em apuros", e se oferece para confortá-la. Serra olha para ele diz realmente estar em apuros e precisando de conforto, novamente chorando. O cavaleiro lhe pergunta se não teriam sido suas roupas a causa dos problemas, ao que Serra proclama que as pessoas sentiam inveja de suas roupas. O cavaleiro, então, questiona se não seria então o que Serra usava por baixo de suas roupas o problema - algo que Serra vê como uma ofensa.
O cavaleiro tenta se desculpar, dizendo que sempre achou Serra atraente e imaginava se ela não estaria nua por baixo de suas roupas. Serra passa a flertar com o cavaleiro, também perguntar o que ele estaria usando por baixo de suas roupas. Ele lhe mostra seu pênis e ambos ingressam numa cena de sexo, inicialmente oral e, posteriormente, penetrativo. A cena termina com Serra e o cavaleiro montando o cavalo branco, e indo embora de mãos dadas.

### Outras cenas
Há outras cinco cenas de sexo no filme, todas retiradas da série Take it Black, mas nenhuma possui ligação com o enredo de Paylin ou um roteiro preliminar: Na segunda cena do filme, retirada do filme Take it Black #6, a atriz Jenna Haze atua ao lado de Sean Michaels, numa sequência que inclui felação, sexo anal e termina com gozo facial. O ator Mandingo participa da terceira e da quarta cenas do filme, retiradas das duas primeiras edições da série de filmes. Sua primeira cena envolve a atriz Olivia O'Lovely e a segunda, Tiffany Mynx. Na quinta cena do filme, a atriz Charlotte Stokely atua ao lado de Rico Strong. Riley Mason e Mr. Marcus protagonizam a última cena incluída no filme, numa sequência inclui uma "espanhola".

### Elenco
|                                                                                            |  |  |
| Mr. Marcus e Charlotte Stokely protagonizam diferentes cenas de sexo interracial no filme. |  |  |

Compõem o elenco do filme, incluindo as cenas de sexo reaproveitadas da série Take it Black, os seguintes profissionais:
- Lisa Ann interpreta Serra Paylin
- Guy DiSilva interpreta Barack Obama
- Jenna Haze
- Olivia O'Lovely
- Tiffany Mynx
- Charlotte Stokely
- Riley Mason
- Mandingo
- Sean Michaels
- Rico Strong
- Mr. Marcus

## Letterman's Nailin' Palin
Letterman's Nailin' Palin é a segunda sequência de Who's Nailin' Paylin. Embora a cena incluída em Obama is Nailin' Palin tenha sido filmada em 2008, ela só fora lançada comercialmente no ano seguinte - e somente após este lançamento que novas sequências foram planejadas. A pré-produção de Letterman's teve início em julho de 2009, assim como a dos dois filmes seguintes, You're Nailin' Palin e Hollywood's Nailin' Palin, anunciados na mesma ocasião.
O filme começa com Serra Paylin comparecendo à uma entrevista no programa do apresentador e comentarista político David Letterman, onde também estão o Presidente dos Estados Unidos, Barack Obama, e o Governador da Carolina do Sul, Mark Sanford. Letterman's foi produzido nos mesmos moldes que Obama, com apenas uma cena inédita - todas as demais cenas eram reedições de filmes anteriores. Ao contrário do lançamento precedente, que inclui cenas de várias atrizes diferentes, todas as três cenas incluídas no DVD eram protagonizadas por Lisa Ann, inclusive uma reedição de uma cena contida originalmente no primeiro filme da série Paylin, com os atores Sascha e Mick Blue.

### Enredo
Paylin, após o fracasso nas eleições, deixa o cargo de governadora do Alasca, e é entrevistada por Late Night Lothario, no mesmo programa onde também se encontravam "O Presidente" e "O Governador" - referências à Barack Obama e ao Governador da Carolina do Sul, Mark Sanford. O mote da cena envolve Serra e Lothario se reunindo para resolver suas desavenças, o que leva, posteriormente, à uma orgia entre os presentes.

### Elenco
Na sequência inédita do filme, figuram os seguintes atores:
- Lisa Ann interpreta Serra Paylin
- Randy Spears interpreta David Letterman
- Tyler Knight intepreta Barack Obama
- Eric John interpreta Mark Sanford
- Barry Scott interpreta Paul Shaffer

### Cenas reeditadas
Todas as três cenas adicionais de Letterman's Nailin' Palin eram protagonizadas por Ann, ao lado dos seguintes atores:
- Marco Banderas na primeira cena;
- Mick Blue e Sascha na segunda, uma reedição da primeira cena de Who's Nailin' Paylin?;
- C.J. Wright na terceira.

## You're Nailin' Palin
You're Nailin' Palin é a terceira sequência de Who's Nailin' Paylin, e a primeira a retratar cenas de sexo interativas, filmadas a partir do ponto de vista do espectador. O filme não estabelece nenhuma narrativa específica, tratando-se de um filme interativo filmado de forma a representar o ponto de vista do espectador. Durante o filme, certas opções apresentam-se na tela, permitindo a escolha de determinadas sequências de sexo. A modelo Carrie Prejean chegou a ser convidada pela Hustler Video para interpretar a si mesma no filme, mas foi chegou a responder a oferta. No filme, após uma série de cenas protagonizadas exclusivamente por Lisa Ann, ingressa em cena a atriz Alexis Texas, interpretando a "Miss Califórnia", e novas opções de cenas de sexo surgem.

### Elenco
- Lisa Ann como Serra Paylin
- Alexis Texas como a Miss Califórnia

## Próximos filmes
Em janeiro de 2010, a Hustler Video anunciou que produziria, após o lançamento de Hollywood's Nailin' Paylin, uma nova sequência intitulada Tiger is Nailin' Paylin, incluindo Tiger Woods no rol dos parodiados. Tal filme acabaria não sendo lançado e, em 2011, seria anunciado Who's Nailin' Palin? 2.